# Cuangar
Cuangar és un municipi de la província de Cuando Cubango. Té una extensió de 18.917 km² i 27.335 habitants. Comprèn les comunes de Cuangar, Savate i Bondo. Limita al nord amb els municipis de Menongue i Nancova, a l'est amb el municipi de Calai, al sud amb la República de Namíbia, i a l'oest amb el municipi de Namacunde.
El nom del municipi deriva del nom d'un subgrup dels ovambo, els cuangar (o kwangar) que viuen a l'àrea. En aquest lloc va tenir lloc el 31 d'octubre de 1914 l'anomenat incident o massacre de Cuangar, en que una força alemanya va atacar per sorpresa la guarnició portuguesa.